# Уэстпорт (Онтарио)
Уэстпорт — деревня в Восточном Онтарио, Канада. Расположена в западном конце озера Аппер-Ридо, в начале судоходной системы канала Ридо, в 100 км к юго-западу от Оттавы.
Деревня Уэстпорт была признана независимым муниципалитетом в 1904 году. Окруженный городком Ридо-Лейкс в графстве Лидс, Уэстпорт является самым маленьким муниципалитетом Онтарио (по площади).

## История
Первые поселенцы в районе Уэстпорта прибыли в период между 1810 и 1820 годами. Земля, на которой сейчас находится Уэстпорт, изначально была предоставлена британской короной некоему Хантеру, который так и не поселился здесь, и в конечном землю её купил Рубен Шервуд в 1817 году. Часть этой земли позже была куплена семьями Стоддард и Манхард. Небольшое сообщество было известно как Head of the Lake. В 1828 году Стоддард построил лесопилку, а в 1829 году Манхардс построил лесопильный завод и мельницу для измельчения зерна. В те времена место (формально ещё не посёлок) было известно под названием Manhard’s Mills. Два местных купца, Аарон Чемберс и Льюис Кэмерон, назвали деревню Уэстпорт в 1841 году, так как это название отражает её расположение на западном конце озера Аппер-Ридо. Почтовое отделение основано в 1845 году. Деревня Уэстпорт была формально признана муниципалитетом в 1904 году, когда она отделилась от городка Норт-Кросби.
Как и большая часть окрестностей, Уэтпорт принял большое количество ирландских иммигрантов в 1840-х — 1860-х годах после Великого голода. Католическая церковь Св. Эдварда на углу улиц Концессион и Бедфорд, построенная в 1859 году, была одним из первых культурных центров ирландских иммигрантов-католиков.
Уэстпорт оставался процветающим торговым центром на протяжении 19 и 20 веков. Строительство канала Ридо позволило отправлять товары на север в Оттаву и на юг в Кингстон. В 1882 году предприниматель по имени Р. Г. Харви предложил амбициозный проект по строительству железной дороги от Броквилля до Су-Сент-Мари, однако у проекта закончились деньги после того, как в 1888 году был завершен участок от Броквилля до Уэстпорта. Линия Броквилл-Уэстпорт доставляла товары, почту и людей к реке Св. Лаврентия и Уэстпорту и обратно. Между Броквиллем и Уэстпортом располагалось множество сыроварен. Поэтому поезд был известен как «сырный рейс». Железная дорога также доставляла туристов на север в Уэстпорт, положив начало традиции Уэстпорта как туристического направления. Последний поезд прошел по линиям Броквилля, Уэстпорта и Северо-Западной железной дороги в 1952 году.
В 2007 году произошёл ряд конфликтов между жителями Уэстпорта, недовольными предполагаемым браконьерством рыбных ресурсов в пруду у деревни, и рыбаками, посещающими Уэстпорт. Причиной инцидента была ловля рыбы в коммерческих целях иностранными рыболовами в ночное время в запрещённой зоне. Район является провинциальным рыбным заповедником, и вокруг него установлены соответствующие знаки.

## Туризм и достопримечательности
Общественная пристань на искусственном острове вмещает до 30 судов. В гавани Вестпорта также есть место для пикника, барбекю и оборудование для откачки сточных вод.
Рыбалка в этом районе особенно хороша из-за прудов для разведения рыбы, созданных правительством Онтарио в 1957 году. Здесь водятся жёлтый окунь, малоротый окунь, американская щука и щука.
Охраняемая территория Фоли-Маунтин в долине Ридо представляет собой живописный парк с видом на Уэстпорт. На 308 гектарах (2,4 км²) лесов и полей. В районе также есть песчаный пляж с раздевалками. 300 км Ридо Трейл, соединяющий Кингстон и Оттаву, проходит через заповедник.